# 베스타
베스타(Vesta)는 고대 로마의 종교에서 난로, 가정, 가족의 여신이다. 인간의 형태로는 드물게 묘사되었으며, 포룸 로마눔에 있는 신전의 불로 자주 의인화되었다. 베스타 신전의 출입은 신전 내에 있는 신성한 불이 있는 화로를 지키는 베스타의 무녀들에게만 허용됐다. 로마 시민들의 수호신으로 여겨지며, 베스타의 축제인 베스탈리아 (6월 7일-15일)는 가장 중요한 로마의 공휴일 중 하나로 간주되었다. 그리스 신화의 헤스티아와 동일시된다. 베스탈리아 기간에 로마의 아내들은 맨발로 베스타의 성소로 걸어가, 공물을 바쳤다. 로마 종교에서 베스타의 중요성은 기독교의 성장에 따라, 서기 391년 기독교도 황제 테오도시우스 1세에 의해 강제적으로 종교를 포기한 이후에도 여전히 숭배됐던 마지막 신들 중 하나였다.
베스타와 그녀의 사제들이 묘사된 신화들은 아주 적고, 여신의 징후인 화로 속의 불꽃에서 나타나는 남근에 의한 기적적인 잉태등의 전승으로 한정된다. 베스타는 로마신들 중 가장 존경받는 12명의 신들인 디이 콘센테스에 속한다. 사투르누스와 옵스의 딸이자, 유피테르, 유노, 케레스, 플루톤, 넵투누스의 형제자매이다. 가장 비슷한 그리스의 신은 헤스티아이다.

## 같이 보기
- 카툴루스
- 마르쿠스 툴리우스 키케로
- 아울루스 겔리우스
- 페트로니우스
- 플라우투스
- 가이우스 플리니우스 세쿤두스
- 플루타르코스